# Finn Jones
Pour les articles homonymes, voir Jones.
Terence Jones, connu sous le nom de Finn Jones, est un acteur britannique, né le 24 mars 1988 à Londres. Il est notamment connu pour avoir tenu le rôle de Loras Tyrell dans la série de HBO Game of Thrones et pour son rôle de Danny Rand dans la série Iron Fist.

## Biographie
Finn Jones est né le 24 mars 1988 à Londres. Il a été formé durant trois ans à la Arts Educational Schools.

## Carrière
Il commence sa carrière en 2009 avec le rôle de Jamie dans le soap-opéra Hollyoaks.
L'année suivante, il est présent dans un épisode de Doctors (il est de retour lors d'un autre épisode en 2011). Toujours en 2010, il apparaît dans deux épisodes de la série The Bill et a également joué dans The Sarah Jane Adventures, la série dérivée de Doctor Who. Au sujet de cette expérience, il a déclaré que travailler aux côtés de Matt Smith avait été « une révélation totale, il suffisait de le voir venir sur le plateau si énergique, si alerte, et si confiant dans ce qu'il faisait ». Il ajoute que Smith est pour lui « une grande source d'inspiration ».
Le 19 juin 2010, la rumeur selon laquelle il avait été engagé pour jouer Loras Tyrell dans la série Game of Thrones, une adaptation de la série de livres de George R. R. Martin a été confirmée par Twitter et sur le blog de l'auteur des livres. À l'origine, il ne devait apparaître que comme guest star de la première saison mais il a repris son rôle pour les saisons suivantes. Il est présent de manière régulière entre 2011 et 2016 de la première saison, jusqu'à la 6ème.
En 2014, il décroche son premier grand rôle au cinéma : il incarne le personnage principal, aux côtés d'Emily Berrington, dans le thriller fantastique The Last Showing de Phil Hawkins. L'année d'après, il tourne dans la min-série Life in Square aux côtés de James Norton et Lucy Boynton (entre autres).
En février 2016, Marvel annonce qu'il interprétera le rôle de Daniel Rand dans les séries Iron Fist et The Defenders, diffusées sur Netflix en 2017. La série est arrêtée après deux saisons en 2018.
En 2017, il joue dans le film d'horreur Leatherface réalisé par les français Alexandre Bustillo et Julien Maury.
En 2021, il revient à la télévision dans la série Dickinson avec Hailee Steinfeld.

## Filmographie

### Cinéma

#### Longs métrages
- 2012 : Détour mortel 5 de Declan O'Brien : Teddy
- 2014 : The Last Showing de Phil Hawkins : Martin
- 2014 : La Belle au bois dormant : La malédiction (Sleeping Beauty) de Casper Van Dien : Barrow
- 2017 : Leatherface d'Alexandre Bustillo et Julien Maury : Député Sorrel
- 2021 : Awake de Mark Raso : un militaire
- 2022 : The Visitor de Justin P. Lange : Robert Burrows

### Télévision

#### Séries télévisées
- 2009 : Hollyoaks Later : Jamie (5 épisodes)
- 2010 : Hollyoaks : Jamie (2 épisodes)
- 2010–2011 : Doctors : Tim Hebdon / Tristan Bentley (2 épisodes)
- 2010 : The Bill : Mark Kennedy (2 épisodes)
- 2010 : The Sarah Jane Adventures : Santiago Jones (2 épisodes)
- 2011–2016 :  Game of Thrones : Loras Tyrell (21 épisodes)
- 2015 : Life in Square : Julian Bell (3 épisodes)
- 2017 : The Defenders : Daniel Rand / Iron Fist (8 épisodes)
- 2017–2018 : Iron Fist : Daniel Rand / Iron Fist (23 épisodes)
- 2018 : Luke Cage : Daniel Rand / Iron Fist
- 2021 : Dickinson : Samuel Bowles (10 épisodes)
- 2022 : Swimming with Sharks : Marty (6 épisodes)